# Politische Parteien in Deutschland 1848–1850

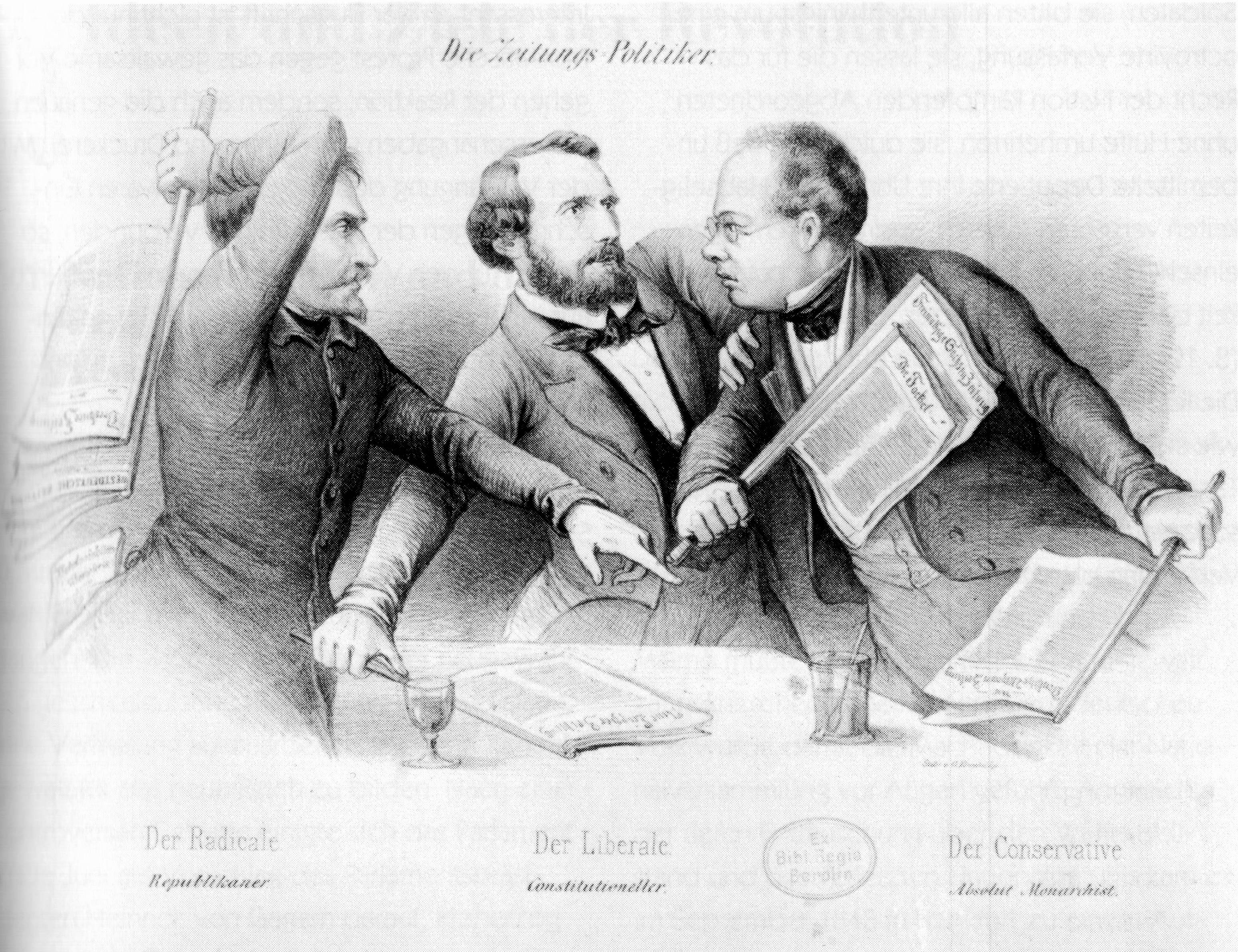
Karikatur eines Radikalen, eines Konstitutionellen und eines Konservativen (1848)

Die politischen Parteien in Deutschland 1848–1850 entstanden kurz vor dem Ausbruch der Deutschen Revolution 1848/49. Eine Vielzahl von lokalen und teilweise Landesvereinen entstand, während eine überregionale Organisation nur ansatzweise gelang.
In der Frankfurter Nationalversammlung gruppierten die Abgeordneten sich nach gemeinsamen Grundüberzeugungen und Interessen. Die Fraktionen hießen in der Regel nach den Gasthäusern (Tagungslokalen), in denen die Abgeordneten sich trafen. Trotz einiger Abspaltungen und Neugruppierungen waren die Fraktionen recht stabil und gut organisiert. Zeitweise überlagerte die Frage kleindeutsch/großdeutsch die Einteilung nach politischen Fraktionen.
Nach dem Ende der Nationalversammlung blieb die rechte Mitte aktiv und beteiligte sich zusammen mit der Rechten am Erfurter Unionsparlament, während die Linke bereits verfolgt wurde oder die undemokratische Wahl zum Unionsparlament boykottierte. Im Unionsparlament hatte die rechte Mitte, die konstitutionellen oder rechten Liberalen, die große Mehrheit, doch scheiterte Preußens Unionsprojekt 1850 an der Haltung der mittelgroßen Staaten und Österreichs. Danach setzte die eigentliche Reaktionsära ein, und erst gegen Ende der 1850er-Jahre wurde es langsam wieder möglich, politische Vereine zu bilden.

## Bezeichnungen
Die Zeitgenossen der Jahre 1848–1850, aber auch spätere Historiker, haben für die politischen Strömungen und Vereine der Revolutionszeit viele verschiedene Bezeichnungen verwendet. Teilweise beziehen sich diese Bezeichnungen auf ein allgemeineres Links-rechts-Schema, teilweise auf größere Ideologien wie den Liberalismus oder Konservativismus, teilweise gab es bereits konkrete Namen von Parteien oder Fraktionen aufgrund der Stadt oder der Gaststätte, in der man sich traf.
Nach dem Links-rechts-Schema unterschied man eine Mitte von der Linken und der Rechten. Die sehr breite Mitte, das Zentrum, wurde noch in linkes und rechtes Zentrum unterteilt. Vor allem für die Linke und Rechte, aber auch mit Bezug auf Ideologien, verwendete man zur näheren Kennzeichnung Ausdrücke wie extrem, äußerst oder entschieden (also nach links oder rechts tendierend) oder gemäßigt (in die Mitte tendierend): die gemäßigte Linke, die entschiedene Linke, die entschiedenen Liberalen, die gemäßigten Konstitutionellen, die äußerste Rechte usw.
In der damaligen Zeit standen sich zwei Prinzipien gegenüber, auf denen die Macht im Staate beruhen konnte: traditionell war es der Monarch, im Zeitalter des Konstitutionalismus kam die Volksvertretung hinzu. Ideologisch gesehen standen sich also auf der einen Seite das monarchische Prinzip und auf der anderen die Volkssouveränität bzw. die Demokratie gegenüber. Die entschiedene Rechte war rein monarchisch eingestellt und wollte einer Volksvertretung möglichst wenig Mitsprache einräumen; die Linke war rein demokratisch eingestellt und verlangte nach einer Republik mit starker Volksvertretung und schwacher Regierung. Strömungen dazwischen wollten beide Prinzipien realisiert sehen:
- Der Liberalismus trat für eine konstitutionelle Monarchie ein. Rechtsliberale (des rechten Zentrum) wollten ein echtes Gleichgewicht zwischen Monarch und Volksvertretung sehen und die Volksvertretung nur durch Wohlhabende wählen lassen. Linksliberale (des linken Zentrum) wünschten sich mehr Macht für die Volksvertretung und ein Wahlrecht, das eher viele Männer mitwählen ließ.
- Die Demokraten wollten eine starke Volksvertretung, die nach einem allgemeinen Wahlrecht zustande kam. Die gemäßigten Demokraten konnten sich auch eine konstitutionelle Monarchie mit einem eher schwachen Königtum vorstellen. Die entschiedenen Demokraten neigten zur Abschaffung der Monarchie.

## Parteien im Vormärz

### Parteienverbot
Im deutschen Vormärz, also den Jahren oder Jahrzehnten vor der Revolution 1848, gab es aus verschiedenen Gründen keine Parteien. Es herrschte noch die Auffassung, dass die Volksvertretung das Volk in seiner Gesamtheit repräsentiere und sich auf das Gemeinwohl richten solle, nicht auf die Interessen einzelner Gruppen. In den Geschäftsordnungen der Parlamente fanden sich oft festgelegte Sitzordnungen, um die Entstehung von Fraktionen zu verhindern.
Vor allem aber waren Parteien, das heißt politische Vereine, verboten. In fast keiner deutschen Landesverfassung wurde die Assoziierungsfreiheit (die Freiheit, Vereine zu bilden) erwähnt, obgleich die damalige Staatsrechtslehre sie zu den Grundrechten zählte. Der alte Ständestaat, aber auch Rousseau lehnten die Assoziierungsfreiheit ab, während die nordamerikanische Verfassung sie durch den ersten Verfassungszusatz von 1791 schützte.
Die Reaktionären im Deutschen Bund ab 1815 lehnten die Assoziierungsfreiheit ebenso wie die Pressefreiheit strikt ab, und der Mord am Dichter Kotzebue 1819 lieferte den Vorwand, alle Burschenschaften an den Universitäten zu verbieten (§ 3 des Bundes-Universitätsgesetzes, also nicht nur die geheimen Vereinigungen), unter Androhung schwerer Strafen und dem Verbot, später öffentliche Ämter zu bekleiden. Das Vereinswesen ging dann in die Bereiche außerhalb der Universität. Das Hambacher Fest von 1832, eine große Demonstration für Freiheit und nationale Einheit, lieferte den Anlass für neue Repressionen. Am 5. Juli 1832 erließ der Deutsche Bund Zehn Artikel, die alle politischen Vereine und außerordentlichen Volksfesten verboten, sowie die politische Rede auf erlaubten Volksfeste und das Tragen von Abzeichen in der Öffentlichkeit. Die Repression des Bundes (neben der der Landesgesetze) sorgte dafür, dass die Bevölkerung den Bund immer mehr ablehnte, während die Grenze zwischen politischen und unpolitischen Vereinen nicht klar gezogen werden konnte. Manfred Botzenhart: „Der Weg vom Honoratiorenstammtisch zum Wahlkomitee, vom Leseverein, von der ‚Gesellschaft Harmonie‘ oder dem ‚Bürgermuseum‘ zum politischen Verein wurde im Überschwang der Märzbewegung vermutlich häufig schnell vollzogen.“

### Frühe Parteienlehre
Laut Karl Theodor Welcker im Staatslexikon von 1843 umfasste die Assoziation auch politische Vereinigungen. Sie konnten auf Dauer angelegt sein, hatten ein festes Programm sowie eine Organisation und standen grundsätzlich allen Bürgern offen. Sie waren für Welcker ein politisches Organ zur Kritik, aber auch Unterstützung der Ständeversammlungen und überhaupt zur Artikulation der öffentlichen Meinung. Was Fraktionen in den Volksvertretungen angeht, verweist er auf das englische Beispiel.
In der Staatsrechtslehre unterschied Friedrich Rohmer 1844 den Radikalismus, den Liberalismus, den Konservativismus und den Absolutismus, die er mit den Lebensaltern des Menschen verglich: Knabe, Jüngling, Mann, Greis. Die beiden mittleren Parteien (im Sinne von Strömungen) hatten ihm zufolge die meisten Gemeinsamkeiten. Das Staatslexikon nannte die demokratische Partei die einzige, die die allgemeinen Menschheitsinteressen vertrete, während die übrigen drei (Absolutismus, Kirche, Bourgeoisie) Sonderinteressen verfolgten. Worin genau die Menschheitsinteressen bestehen, wird nicht konkret definiert.
Heinrich von Gagern gehörte zu den Politikern des Vormärz und dann in der Märzrevolution, die frühzeitig sich als „Parteimann“ bezeichneten und damit von der negativen Besetzung des Begriffs „Partei“ wegkommen wollten. Eine Partei diente seiner Meinung nach dazu, Anerkennung für seine Ansichten zu finden; politischen Einfluss könne man nur über eine Partei haben.

## Parteien in der Revolution 1848/1849

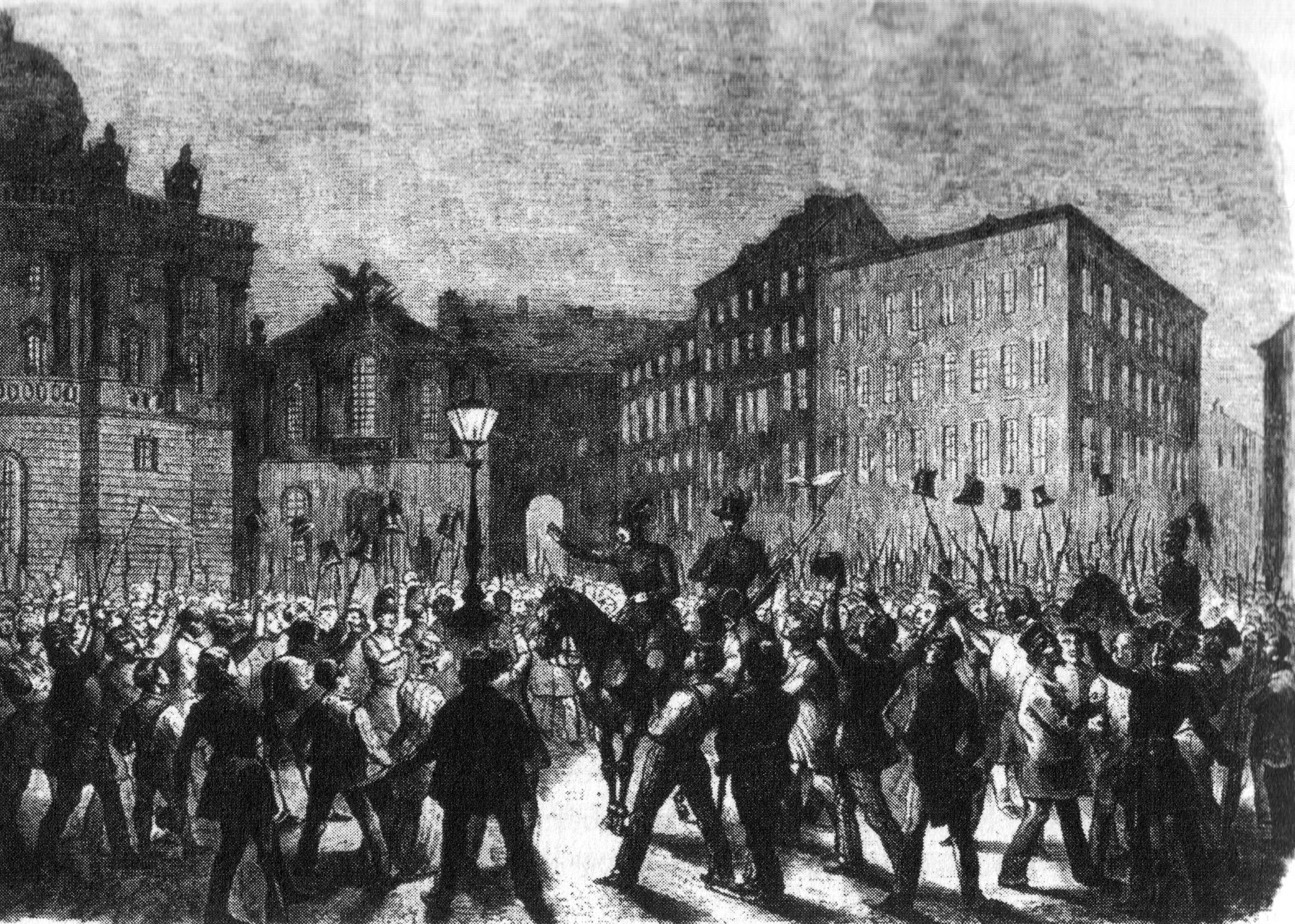
Verkündung neuer Zugeständnisse auf dem Verfassungsplatz in Wien, 15. Mai 1848.

In der eigentlichen Märzrevolution vom März und April 1848 wurden sofort überall Vereine auf Ortsebene gegründet. Sie wollten die Märzforderungen vortragen, bis sie von den Herrschenden im Bund oder im Land verwirklicht wurden. Dazu waren sie noch bewusst unbestimmt und nicht in einzelne Parteien aufgeteilt. In der zweiten Märzhälfte bereits kam der Versuch auf, Organisationen auf Landesebene zu schaffen (in Baden, Großherzogtum Hessen, Sachsen und Württemberg).
Bei der Wahl zur Nationalversammlung im April/Mai spielte die Abgrenzung zwischen solchen Parteien bzw. Wahlvereinen noch kaum eine Rolle. Die Wahl war in den meisten Ländern indirekt, und die Wahlmänner wählten lokale Prominente, die aus den kommunalen oder Landesparlamenten bekannt waren. Nach der Wahl schliefen viele Vereine wieder ein, bis die Debatten in der Nationalversammlung über die Zentralgewalt und der Frankfurter Demokratenkongress die Menschen bewegten und die Parteibildung förderten. Der Demokratenkongress versuchte eine deutschlandweite republikanische Partei zu bilden, sein Zentralausschuss verurteilte die Nationalversammlung als volksfeindlich, weil sie einen unverantwortlichen Reichsverweser (eine Art Ersatz-Monarch) gewählt hatte. Im Gegenzug bemühten sich die Liberal-Konstitutionellen um eine nationale Vereinigung.

### Organisationen
Die überregionalen Vereinsorganisationen entsprachen zwei Grundtypen:
- Die meisten konstitutionell-liberalen Vereine wünschten sich größte Selbstständigkeit für die Ortsvereine. Ein „Vorort“ führte die Geschäfte und sorgte für die Kontakte mit und zwischen den Ortsvereinen. Der Vorort konnte nicht im Namen des Ganzen sprechen oder Beschlüsse treffen.
- Die Demokraten und Republiker wählten eine hierarchische Organisation mit Ortsvereinen, Zusammenschlüssen auf Kreis- oder Bezirksebene sowie einem Zentralausschuss. Sie achteten auch mehr auf Parteidisziplin in den Ortsvereinen.

Die Vereine trafen sich auf Landesebene etwa alle drei Monate, wobei am ersten Tag die Delegierten der angeschlossenen Vereine tagten und am Tag darauf eine öffentliche Volksversammlung stattfand.

### Erste Gründungsversuche

Entstehung der Frankfurter Nationalversammlung, dem Kristallationsort der Parteienbildung

Die Offenburger Volksversammlung vom 19. März 1848 vereinte noch Linke und Liberale und formulierte eine Reihe von Forderungen, die das politische System demokratisieren und die Abschaffung von Adelsprivilegien betrafen. Vor allem wollten sie das Volk bewaffnen, um die Forderungen durchsetzen zu können. Dazu sollten „Vaterländische Vereine“ in den einzelnen Orten gegründet werden, die sich auf Bezirks- und Kreisebene bis zur Landesebene zusammenschließen sollten. Die Bewaffnungsforderung näherte die Vereine einem „revolutionären Kampfverband“ an, so Manfred Botzenhart.
Die „Patriotischen Vereine“ der Mainzer Radikalen Ende März sollten hingegen aus eher wenigen Personen bestehen, darunter einem Vertreter der kommunalen Selbstverwaltung und den Kommandeur der Bürgerwehr. Sie sollten Verbesserungen im Staatsleben fördern sowie das Volk bewaffnen. Das Komitee einer Stadt sollte Kontakt mit dem Umland halten und mit anderen Städten eine zentrale Landesinstanz bilden. Solche Organisationspläne waren eher unvollständige Skizzen und blieben unausgeführt.
Im Anschluss an das Vorparlament bildete sich in Frankfurt ein demokratisches Zentralkomitee, der am 4. April 1848 die Parteibildung wagte. Er sah sich mit der demokratischen Fraktion im Vorparlament verbunden und wollte bei der kommenden Nationalversammlungswahl Stimmen für die Linke gewinnen. Lokale Vereine formulierten die Ziele gern um: ein allzu deutliches Streben nach der Republik hätte zu Stimmenverlusten oder Konflikten mit der Polizei führen können. Zwischen Zentral- und Ortsebene sollte es nur noch eine Provinzebene geben. Der Organisationsplan konzentrierte sich ganz auf die Wahl und traf noch keine Vorkehrungen für die Zeit danach. Von Provinzvereinen und nennenswerten Einflüssen auf die Wahl ist nichts bekannt, und als im Juni der Demokratenkongress nach Frankfurt einlud, musste von vorn begonnen werden.
Von Göppingen gingen ab 26. März die Vaterländischen Vereine Württembergs aus. Hier riefen entschiedene und gemäßigte Liberale gemeinsam dazu auf, die Märzforderungen durch Ortsvereine zu unterstützen, die von Bezirksvereinen betreut wurden. Die Bezirksvereine hielten engen Kontakt mit dem Hauptverein in Stuttgart. Der Aufruf formulierte allgemeine Anforderungen an die Kandidaten für die Wahl zur Nationalversammlung, wie bestimmte Tugenden, Kenntnisse und Vaterlandsliebe. Während des Frühjahrs schlossen sich etwa 50 Ortsvereine an. Im Juli spaltete eine Programmdiskussion die Demokraten von den Vaterländischen Vereinen, die daraufhin Volksvereine gründeten. Die verbliebenen Konstitutionellen in den Vaterländischen Vereinen wählten einen Landesausschuss von 15 Mitgliedern, der wiederum einen engeren Ausschuss und einen Vorstand wählte.

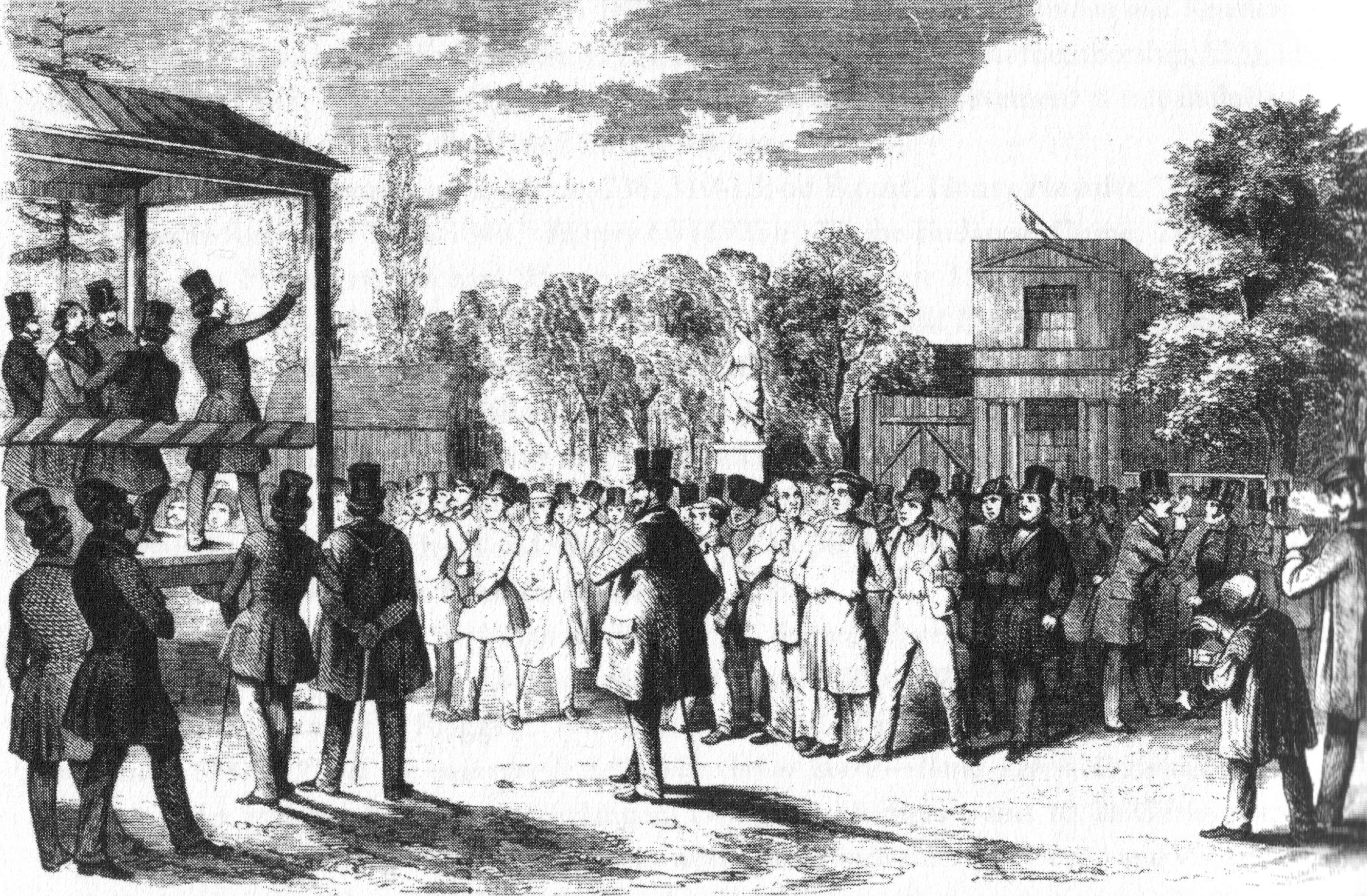
Eine Versammlung in Berlin, 20. April 1848

In Sachsen riefen die Demokraten am 28. März zur Gründung von Vaterlandsvereinen auf. Hier bildeten die Ortsvereine Bezirksvereine und die Bezirksvereine einen Landesverein. Einer der Vereine wurde zum Hauptverein gewählt, dessen Ausschuss auch als Ausschuss des Landesvereins diente. Die erste Generalversammlung fand am 23./24. April statt und zählte schon 116 Delegierte, von 43 Vereinen mit insgesamt 11.463 Mitgliedern. Sie verabschiedete ein Programm mit dem Bekenntnis zur Volkssouveränität und parlamentarischen Monarchie. In den Vaterlandsvereinen von Leipzig und Dresden kam es daraufhin zu republikanischen Klubs.
Am 6. April riefen Biedermann und Göschen in Leipzig dazu auf, „Deutsche Vereine“ zu bilden. Diese waren für einen deutschen Bundesstaat und in den Einzelstaaten für konstitutionelle Monarchien auf demokratischer Grundlage. Mitte Mai soll es 42 Vereine mit 8000 Mitgliedern gegeben haben, später dreißig Vereine mit 10.000 Mitgliedern. Es bestanden aber Doppelmitgliedschaften, die laut Satzungen auch nicht verboten waren. Der gehobene Mittelstand war die soziale Basis der Deutschen Vereine, Arbeiter waren kaum vertreten.
Vereinsbildungen blieben an den Grenzen der Einzelstaaten stehen, Pläne der gemäßigten Demokraten und der Konstitutionellen fruchteten nicht. Doch der politische Katholizismus bildete seit Ende März die „Piusvereine für religiöse Freiheit“, die die Unabhängigkeit der Kirche vom Staat und Grundrechte wie die Pressefreiheit realisiert sehen wollten. Mitglied durften nur Katholiken werden. Erst gründete man nur lokale Vereine, die sich auf Ebene der Diözese mit einem Hauptverein zusammenschlossen, auf dem Mainzer Katholikentag im Oktober 1848 waren dann 17 Zentralvereine eingeladen, die den Katholischen Verein Deutschlands gründeten. Die Delegierten der Ortsvereine wählten als Generalversammlung einen Vorort als Exekutivorgan. Der Verein stellte soziale Forderungen, hatte aber kein allgemeines politisches Programm und damit nicht den Charakter einer Partei.

### Linke und linkes Zentrum

#### Demokraten-Republikaner

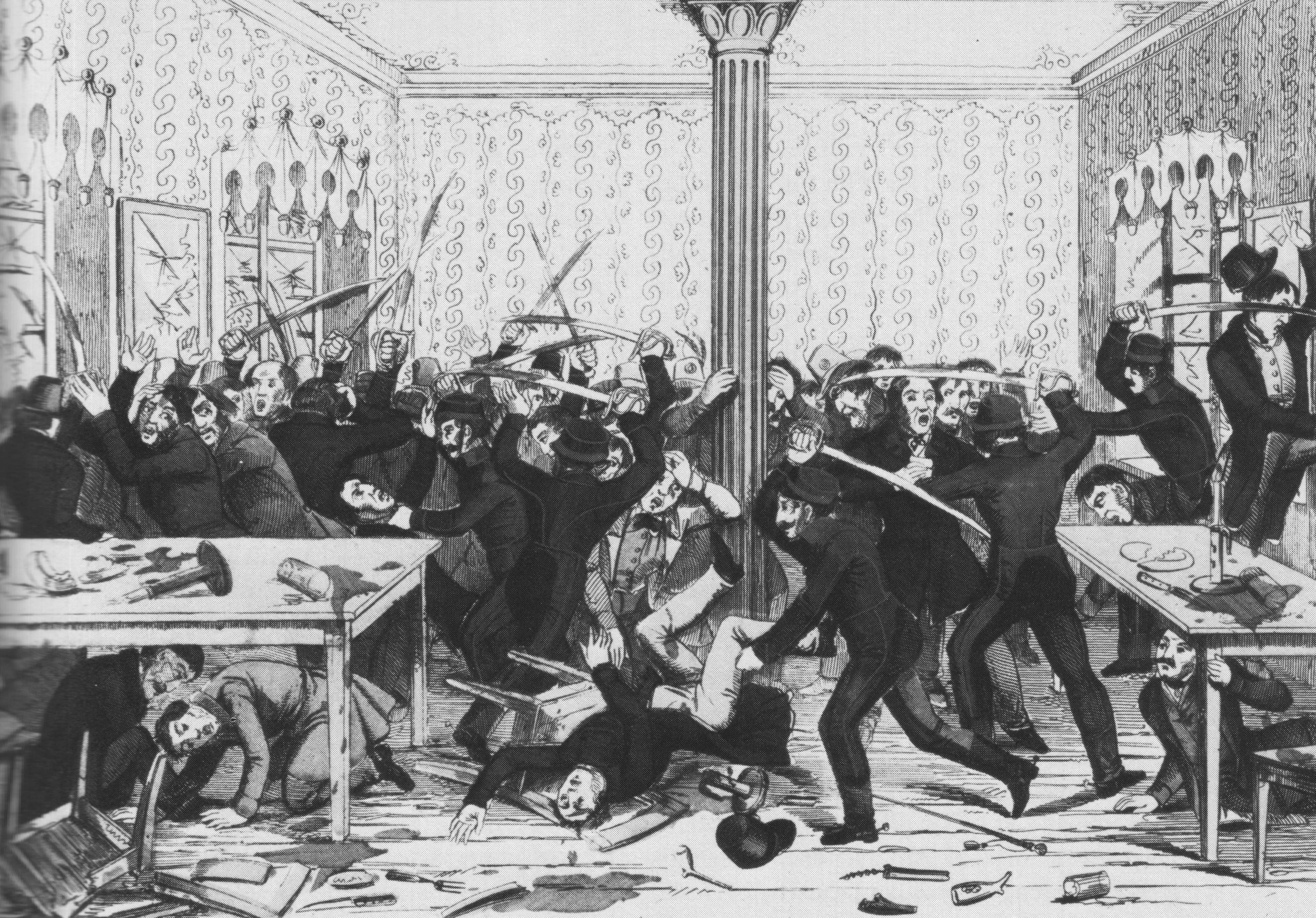
Ein Versuch, einen Demokratenverein zu gründen, wird von Ordnungskräften zusammengeschlagen, Juni 1848 in Ulm

Der Demokratenkongress in Frankfurt versammelte im Juni 1848 234 Delegierte von 89 Vereinen aus 66 Städten. Unter dem Präsidenten Julius Fröbel vertrat er die äußerste Linke einschließlich einiger Kommunisten mit dem Bekenntnis zur sozialen Republik. In Berlin sollte der Hauptausschuss der Demokratisch-republikanischen Partei, wie sie in den Frankfurter Beschlüssen hieß, seinen Sitz haben. Drei Mitglieder (Fröbel, G. Rau, Hermann Kriege) wurden bereits gewählt, die übrigen sollten von den Demokraten in Berlin bestimmt werden (Adolf Hexamer, Eduard Meyen). Deutschland wurde auf der Landkarte in 18 Kreise aufgeteilt. Kreisausschüsse sollten die Arbeiten der Ortsvereine koordinieren. Der Zentralausschuss konnte die Partei nicht nach außen vertreten und den Unterorganisationen keine Weisungen erteilen, das hatte der Kongress abgelehnt. Botzenhart zufolge war die Partei typisch für die damaligen Republikaner, denen vor lauter Selbstüberschätzung das politische Augenmaß fehlte, die keine gemeinsame politische Theorie hatten und bei denen das gegenseitige Misstrauen grassierte.
Eine dreiköpfige provisorische Zentralkommission sollte bis zur Bildung des Zentralausschusses in Berlin bereits die Kongressberichte veröffentlichen. Doch zusätzlich verbreitete die Kommission lauter politische Forderungen wie einer Petition für Friedrich Hecker. Die Linken der Nationalversammlung sollten diese verlassen und eine eigene Versammlung bilden. Diese Kompetenzüberschreitung mündete in einen Fehlschlag, der der republikanischen Sache eher schadete, während der Zentralausschuss vorsichtiger vorging und auf gesetzlichem Boden agieren wollte.
Ungewöhnlich war die (modern) anmutende Organisation der Linken in Mainz, mitbegründet von Ludwig Bamberger. Die ausgefeilten Statuten beschrieben die Zusammensetzung des leitenden Ausschusses und machten dessen Sitzungen nichtöffentlich. Der Ausschuss wurde für ein Jahr gewählt und entschied über die Aufnahme von Vereinsmitgliedern. Vor allem von Volksschullehrern vorangetrieben, bildete sich nach Gründung eines Bezirksvereins am 13. Juli eine große Anzahl von demokratisch-republikanischen Vereinen, allein in der Provinz Rheinhessen waren es im Dezember ungefähr hundert.
Während die Zahl der linken Vereine wuchs, gab es beispielsweise im Großherzogtum Hessen nur etwa ein Dutzend monarchisch-konstitutioneller Vereine. Im Oktober 1848 bat der zuständige hessische Minister das Reichsministerium vergeblich um Maßnahmen gegen die Demokraten. Die hessische Regierung wagte es nicht, selbst vorzugehen, während Baden, Württemberg und Bayern zum Verbot schritten. In Württemberg beispielsweise begründete man dies im Juli 1848 mit der kommunistischen Richtung der republikanischen Partei. Die Quellen- und Forschungslage lässt es nicht zu, genaue Angaben zu den politischen Vereinen der Zeit und ihrer überregionalen Verbindung zu machen.
Vom 26. bis zum 31. Oktober 1848 fand in Berlin ein weiterer Demokratenkongress oder Parteitag statt. Nach langer Debatte über die Abschaffung des Zentralausschusses wurde ein neuer mit drei Mitgliedern eingesetzt. Die Organisation blieb recht dezentral. Aus dem Organisationsstatut strich man das Wort republikanisch aus der Eigenbezeichnung demokratisch-republikanisch, weil viele Ortsvereine sich daran störten. In einer Erklärung des Kongresses fand sich dann aber dennoch das Ziel einer demokratisch-sozialen Republik. Eine organisatorische Verbindung mit den Arbeitervereinen wurde vom Kongress abgelehnt.
Der Kongress forderte Neuwahlen eines deutschen Parlaments, weil das Mandat der Nationalversammlung erloschen sei. Er zerstritt sich dann über die offizielle Teilnahme an einer Volksversammlung über die Gegenrevolution in Wien. Die gemäßigte Minderheit (mit dem Kongressvorsitzenden Bamberger) verließ den Kongress, weil sie befürchtete, dass auf der Volksversammlung das Volk zu Aktionen aufgerufen werde; der Kongress habe aber keinen Auftrag, eine Revolution zu organisieren. Der Gegensatz in der Partei brach also auf an der Frage der revolutionären Taktik, so Manfred Botzenhart.

#### Zentralmärzverein

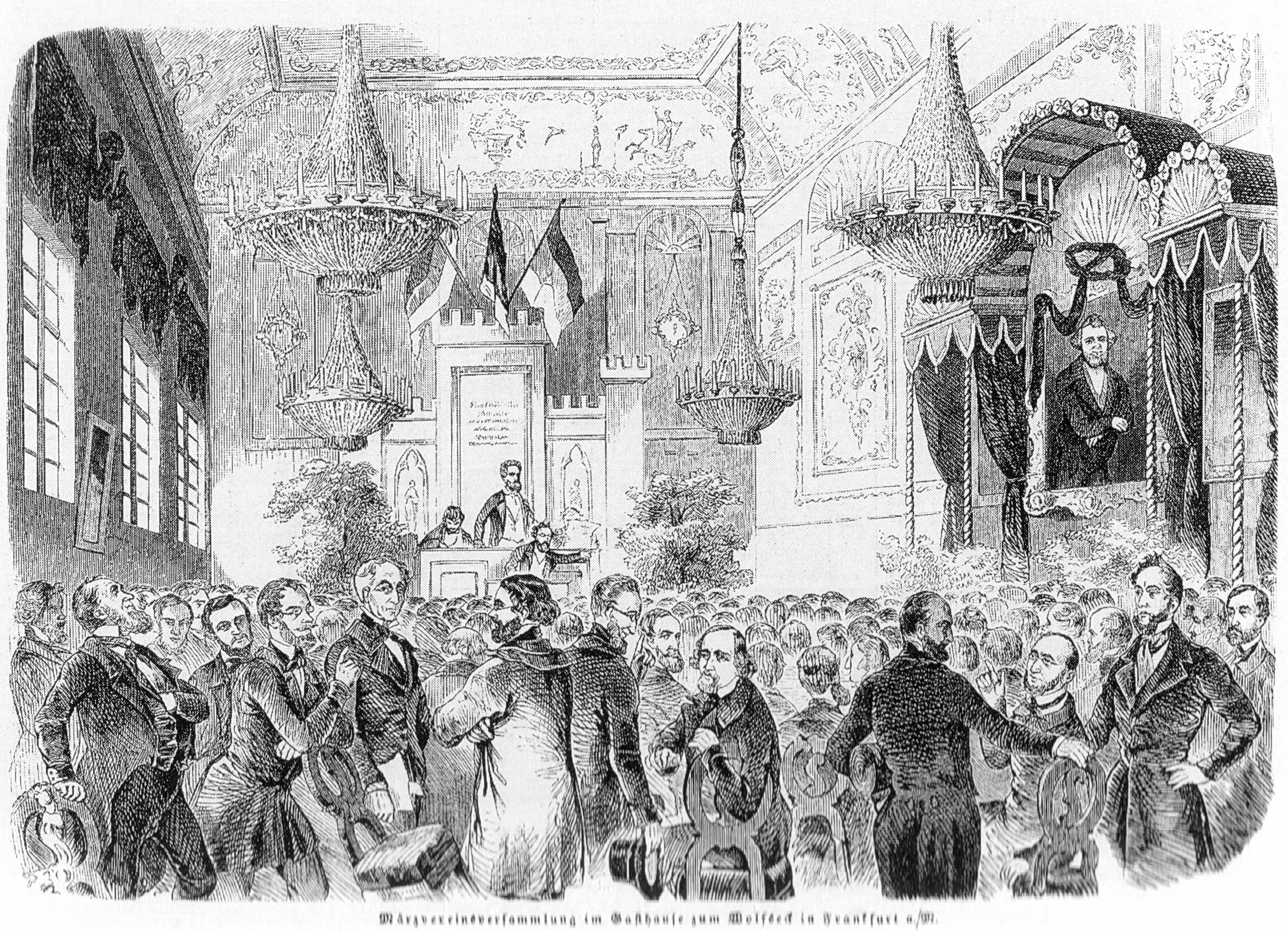
„General-Versammlung der deutschen März-Vereine“, 6. Mai 1849

Im Herbst 1848 beobachtete man nicht nur das Steckenbleiben von linken Parteigründungen, sondern auch das Erstarken der gegenrevolutionären Kräfte. Die eigentlichen Demokraten hatten, anders als die Republikaner, gar keine überregionale Partei errichtet. Am 21. November 1848 trafen sich wieder einmal der Donnersberg, der Deutsche Hof und die Westendhall, also die drei linken Fraktionen der Nationalversammlung, zu einer gemeinsamen Versammlung. Rappard von der Westendhall schlug einen Zentral-Verein der drei Fraktionen vor. Bereits zwei Tage später lag ein Programmentwurf vor: Ziel war die Verwirklichung der Demokratie mit gesetzlichen Mitteln.
Der Donnersberg und der Deutsche Hof schlossen sich dem Verein an, während der Württemberger Hof (die Linksliberalen) den Beitritt geschlossen ablehnte. Die Westendhall stellte ihren Angehörigen den Beitritt frei, was zum Auseinanderfallen der Fraktion führte. Die Ortsvereine der Organisation (bzw. in Österreich, Preußen und Bayern die Provinzvereine) bildeten pro Land einen Zentralausschuss; hatten Vereine in einem Land unterschiedliche Ausrichtungen, konnte es im Land auch mehrere Zentralausschüsse geben. Die Vereine behielten also ihre Programme und Organisationsformen. Die beigetretenen Abgeordneten der Frankfurter Nationalversammlung bildeten einen Zentralverein.
Der Zentralmärzverein hatte einen Vorstand mit drei Mitgliedern, zunächst Raveaux (Westendhall), Trützschler (Donnersberg) und Eisenmann (fraktionslos). Neben Raveaux amtierten später Schüler/Jena (Deutscher Hof) und L. Simon (Donnersberg). Es gab ein Büro, in dem es neben Volontären mindestens einen hauptamtlichen Sekretär gegeben hat. Wegen des befürchteten Einmarsches preußischer Truppen nach Frankfurt am 15. Mai 1849 wurden die Akten des Vereins samt Registratur verbrannt. Es sieht aber danach aus, dass die Organisation nicht sehr effektiv war, unter anderem, weil der Vorstand bereits stark durch Aufgaben in Fraktion, Ausschüssen und in der Nationalversammlung beansprucht war. Der Zentralmärzverein nahm Stellung zu aktuellen politischen Fragen und rief zu Massenpetitionen an Parlamente oder Regierungen auf.
Laut eigenen Angaben hatte der Zentralmärzverein bis zum 31. März 1849 rund 950 Ortsvereine mit insgesamt einer halben Million Mitgliedern. Im April und Mai kamen durch die Reichsverfassungskampagne noch einmal viele Vereine dazu. Das Abseitsstehen der Republikaner und Konstitutionellen grenzte den Zentralmärzverein zwar programmatisch ab, aber mit seinem weitgefassten Programm und der lockeren Organisation ist er mehr als Dachverband denn als Partei zu sehen.
Nach der Ablehnung der Kaiserkrone durch den preußischen König verließ die Linke des Donnersberg den Zentralmärzverein, weil sie sich mehr „Tatkraft“ versprochen hatte. Die meisten der Ausgetretenen schloss sich der Erhebung in Baden und in der Pfalz an. Trützschler wurde schließlich hingerichtet, gegen neun weitere Donnersberger ergingen Todesurteile. Die Mehrheit des Zentralmärzvereins blieb bei seinen gesetzlichen Methoden und hatte in Württemberg auch Erfolg, wo der König zur Annahme der Reichsverfassung gezwungen wurde. Eine Generalversammlung der Märzvereine fand am 6. Mai in Frankfurt statt, wo man von der Vorbereitung des revolutionären Kampfes sprach (mit der Bildung von Wehrvereinen), nicht aber zum Kampf selbst aufrief. Der Zentralmärzverein endete mit dem Rumpfparlament in Stuttgart, und die Ortsvereine gaben enttäuscht auf oder wurden verboten.

### Konstitutionelle Liberale
Als Beispiel für eine Parteibildung der monarchisch-konstitutionellen Richtung kann der „konstitutionelle Verein“ Nürnbergs dienen. Er verlangte eine konstitutionelle Monarchie auf demokratischer Grundlage und wählte sich für die Organisation einen Vorort, der alle halbe Jahre wechseln musste. Die lange Gründungszeit des Vereins zeigt einen geringen Willen an politischer Mitwirkung; laut Regierungsangaben existierten nur noch in Würzburg ein vergleichbarer „Verein der Freunde der konstitutionellen Monarchie“ sowie drei weitere in Mittelfranken, drei in Oberfranken, sechs in Schwaben und vier in Oberbayern. Eine engere Verbindung zwischen diesen Vereinen war nicht zu ermitteln.
Auch in Baden hatten derartige Vereine kaum Gewicht, ebenso im Großherzogtum Hessen, mit Ausnahme des Vereins in der Hauptstadt Darmstadt. Vielfach blieben Konstitutionelle und gemäßigte Demokraten, also rechtes und linkes Zentrum, noch in einem gemeinsamen Verein. Die Frage Monarchie oder Republik bewirkte meist eine Spaltung. Rechtere Vereine erhielten teilweise den Schutz der Regierung, so in Hannover, als ein Vaterländischer Verein sich vom Volksverein trennte.
Ende Juni 1848 rief der Kölner Bürgerverein, in Reaktion auf den Demokratenkongress, zu miteinander verbundenen (monarchisch-)konstitutionellen Vereinen auf. Im Juli fand im Kösen (heute Sachsen-Anhalt) eine Volksversammlung statt, auf der 16 Vereine aus Thüringen, dem benachbarten Preußen und Sachsen vertreten waren. Die Volksversammlung sprach der Nationalversammlung ihr Vertrauen aus und beschloss, Provinzialvereine für die preußische Provinz Sachsen und das Königreich Sachsen zu gründen, mit einem „allgemeinem deutschen konstitutionellem Zentralverein“ als baldiges Endziel. Am 15. Juli gründete man in Halle für das preußische Sachsen den Provinzialverein, am 31. Juli in Gotha einen Verband der Thüringer Konstitutionellen, in Sachsen gab es bereits die Deutschen Vereine.
Am 7. Juli 1848 trafen sich westfälische Konstitutionelle in Dortmund. Dort spielten die deutsche Einigung und die Revolutionserrungenschaften kaum eine Rolle, man stand für das alte Preußen. Trotz des Widerstandes der Bielefelder Liberalen kamen in Duisburg am 16. Juli über 160 Delegierte von 60 Vereinen zusammen, die das Dortmunder Programm für eine konstitutionelle Monarchie übernahmen. Der Zusatz „auf breitester demokratischer Grundlage“ wurde abgelehnt. Am 6. Januar, wieder in Dortmund, dankte der Kongress der rheinisch-westfälischen Konstitutionellen gar dem preußischen König für die oktroyierte Verfassung. Organisatorisch gesehen erkannte man den Kölner Bürgerverein als Vorort an, dem die Ortsvereine monatlich Bericht erstatten sollten.
Ein Kongress in Berlin am 22. Juli 1848 zog etwa 150 Delegierte von rund 90 Vereinen an. Der Gegensatz zwischen den Anhängern Preußens und denen Deutschlands wurde deutlich, wobei der Huldigungserlass stark polarisierte; zwar wurden die Beschlüsse der Nationalversammlung für verbindlich erklärt und die Wahl des Reichsverwesers begrüßt, doch sprach der Kongress sich auch für einen ausgeprägten Föderalismus aus. Wie genau die konstitutionelle Monarchie aussehen sollte, blieb offen. Einige Beobachter zweifelten bereits an der Möglichkeit, angesichts der Gegensätze eine gesamtdeutsche konstitutionelle Partei zu errichten.
Ein weiterer Impuls ging vom Bürgerverein Kassel mit seinen 11.000 Mitgliedern aus. Während in Kurhessen selbst erst am 18. Mai 1849 ein konstitutioneller Landesverein gegründet werden konnte, propagierten die Kasseler bereits am 7. September 1848 einen „Nationalen Verein“ für die Volkssouveränität. Am 3. November kam in Kassel die Gründungsversammlung beieinander, mit Vertretern von Orts- oder Landesvereinen vor allem aus Sachsen und Norddeutschland. Die Preußen und die Thüringer fehlten. Linkere Teilnehmer verließen den Kongress, weil sie erfolglos ein Volksveto gegenüber Beschlüssen der Nationalversammlung forderten; andere Teilnehmer wollten nicht nur irgendeine Mehrheit der Nationalversammlung, sondern die demokratisch-konstitutionelle Richtung unterstützen. Letzterer Antrag erhielt eine knappe Mehrheit, aber um eine Spaltung zu verhindern, wurde die letztliche Entscheidung darüber einem späteren Kongress überlassen, der jedoch nicht zustande kam. So scheiterte aus Unvermögen, Desinteresse und internen Spannungen auch dieser Ansatz zu einer nationalliberalen Partei.

### Konservative

#### Preußen
Der Verein zum Schutz des Eigentums und zur Förderung des Wohlstandes aller Volksklassen wurde am 24. Juli 1848 in Stettin gegründet und stellte sich Ende August 1848 in der Neuen Preußischen Zeitung (Kreuzzeitung) und in der Deutschen Zeitung vor. Das Programm versprach Maßnahmen für den Mittelstand und das Gewerbe in den Kleinstädten sowie Kreditinstitute für Kleinbauern; der Impuls zur Gründung kam allerdings vom preußischen Adel, der eine Grundsteuerreform ablehnte. Der Verein mit Orts-, Kreis- und Provinzialvereinen hatte einen zentralen Ausschuss, in die jeder Provinzverein fünf Mitglieder entsandte. Der Ausschuss wiederum wählte ein geschäftsführendes Direktorium mit einem Vorsitzenden.
Die einzige Generalversammlung des Vereins, das sogenannte Junkerparlament, fand am 18./19. August in Berlin statt. Es zog viel Aufmerksamkeit auf sich, die politische Tätigkeit war aber sehr beschränkt. Ludwig von Gerlach hielt eine empörte Rede über den Klassenegoismus der meisten adeligen Teilnehmer: Eigentum sei nicht nur ein Mittel zum persönlichen Genuss. So meinte auch der provisorische Vereinspräsident Ernst von Bülow Cummerow, dass man zur eigenen Glaubwürdigkeit nicht nur Steuerprojekte der Minister bekämpfen dürfe, sondern auch an den Wohlstand aller Klassen denken müsse. Der Verein war in der Folge noch publizistisch tätig, blieb aber eine Organisation des adeligen Großgrundbesitzes, einer Klasse, die in der preußischen Nationalversammlung keine Mitglieder hatte (wohl aber in den Ersten Kammern der Mittelstaaten). Größere Bedeutung errang der Verein nicht.
Am 3. Juli 1848 bildete sich in Nauen (Brandenburg) der Verein für König und Vaterland, der für die Rechte des Königs und die aller Volksklassen sowie gegen die Republik und Volkssouveränität kämpfen wollte. Er war die erste eigentliche Partei des preußischen Konservativismus. Die antirevolutionären, konservativen Gründer um die Kreuzzeitung, wie Ludwig von Gerlach, erkannten an, dass die Parlamentarisierung eines Landes automatisch zur Parteibildung führte. Für sich selbst stellte diese Partei sich eine Zusammenfassung bereits existierender Vereine vor, keine feste Organisation, aber gemeinsame Leitideen. Die Leitung blieb anynom und entstammte dem Kreis um die Kreuzzeitung. Etwa 10–20 Vertrauensleute pro Provinz, sollen für die Verbindung zur Zentrale sorgen. Ihre Zugehörigkeit zum Verein sollte geheim sein.
Dem Verein für König und Vaterland schlossen sich vor allem die Patriotischen Vereine, die Preußenvereine für konstitutionelles Königtum und der Teltower Bauernverein an. In der Öffentlichkeit sichtbar wurde er mit Generalversammlungen, nach der Gründung erstmals am 14. Juli in Magdeburg (angeblich 700 Teilnehmer), dann am 24. Juli in Halle (400 Teilnehmer) und später am 13. September in Frankfurt an der Oder (200 Teilnehmer, zehn Vereine vertretend). Die Anonymität der Leitung schadete dem Verein und der konservativen Sache, da die Öffentlichkeit richtigerweise vermutete, dass dadurch tatsächliche, reaktionärere Ziele verhüllt werden sollten. So blieb der Verein bedeutungslos.

#### Bayern
Im Mai 1848 gründete der Kreis um Joseph Görres in Bayern den Verein für konstitutionelle Monarchie und religiöse Freiheit. Er war damals die einzige halbwegs erfolgreiche konservative Partei und fürchtete, dass die Kirche unter den Einfluss immer weltlicher werdender Staaten kam. Die katholische Kirche solle an der Seite des Königshauses stehen und „die festeste Stütze aller sozialen Ordnung“ sein. Der Verein stritt gegen Liberalismus und Demokratie, ließ anders als die Piusvereine aber Nichtkatholiken als Mitglieder zu.
Dieser Verein strebte keine große Organisation oder Massenbasis an und bemühte sich vor den Landtagswahlen im Dezember 1848 auch nicht um Zweigvereine (nur einer in Dachau ist bekannt). Erst nach der Wahl wurde ein Programm erstellt, zu dem sich nur 23 der 143 Mitglieder der Zweiten Kammer bekannten. Bis Februar 1849 hatte der Münchner Verein bereits 1600 Mitglieder, bis Sommer 1849 bildeten sich etwa sechzig Ortsvereine, die meist von einem Pfarrer geleitet wurden. Regional hatte er bei den Landtagswahlen im Sommer teils beachtliche Erfolge, dann schrumpfte der Elan, wohl weil er stets reaktionärer wurde, aber auch, weil die revolutionäre Gefahr gebannt war.

## Fraktionen in der Nationalversammlung

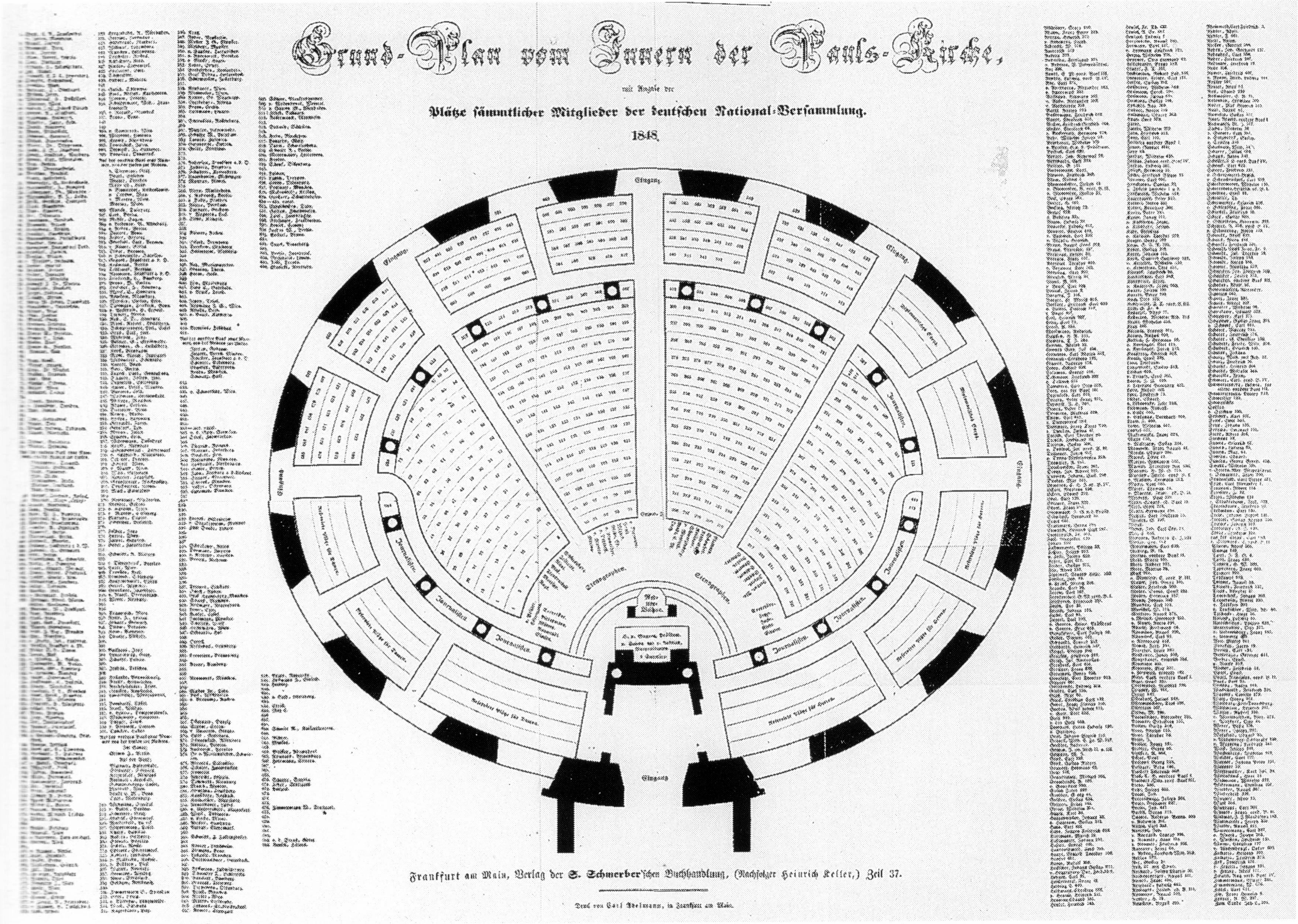
Grundplan der Paulskirche mit den Abgeordneten

### Bildung und Rolle der Fraktionen
Lange Zeit wurde die Nationalversammlung als Honorationenparlament beschrieben, mit redseligen Abgeordneten, die frei diskutierten, und oft wechselnden, rein taktischen Koalitionen, die in der Praxis versagt hätten. Unfertig sei der Parlamentsbetrieb gewesen, meinte etwa Theodor Schieder, was insbesondere für die Gruppierung nach Fraktionen gelte: „Sie waren noch keineswegs fest geschlossene Gebilde“, sondern hatten einen „fluktuierende[n] Charakter“, wie es dem „Wesen des repräsentativen Parlaments älteren Stils“ entsprochen habe.
Bei den Wahlen war das Parteiwesen zwar noch nicht voll ausgebildet, so dass in erster Linie lokal bekannte Persönlichkeiten, Honoratioren, gewählt wurden. Die Kandidaten konnten noch nicht auf die Unterstützung einer bestimmten Fraktion festgelegt werden. Darum war es überraschend, dass die Fraktionen so schnell gebildet wurden. Als die Abgeordneten der Nationalversammlung am 18. Mai 1848 in der Paulskirche versammelten, erhielten sie gedruckte Zettel: Wer die Volkssouveränität begrüßte, solle in den Holländischen Hof kommen, ein anderer Zettel lud Anhänger der konstitutionellen Monarchie in die Mainlust ein. In den Tagen danach trafen sich Abgeordnete abends und gingen in Lokale, um mit Gleichgesinnten Gemeinsamkeiten zu finden.

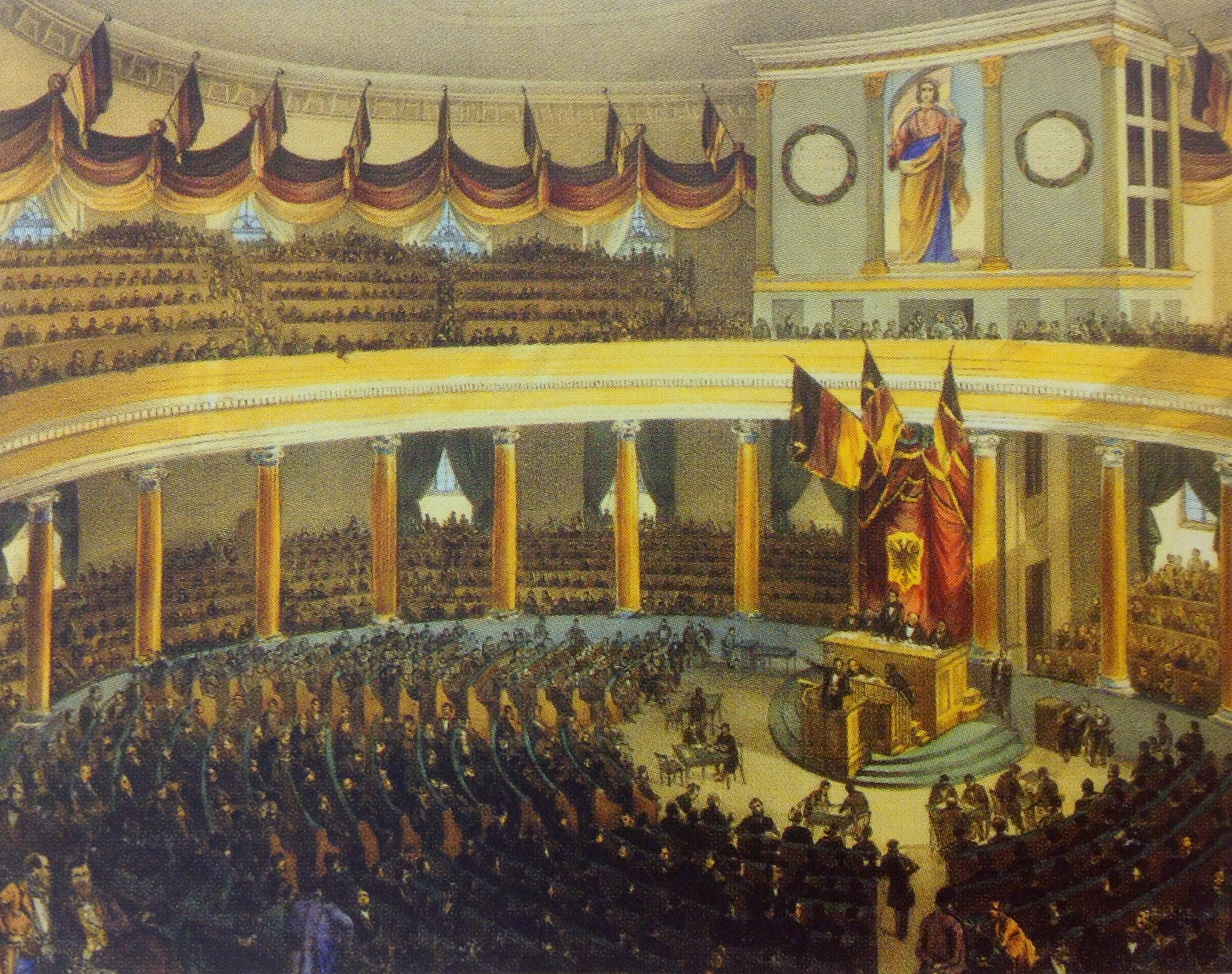
Nationalversammlung in der Frankfurter Paulskirche

Der Antrag Raveaux am 27. Mai (der auf die Frage Reform oder Revolution hinauslief) führte in der Debatte zu vier unterschiedlichen Anträgen und fast dreißig Amendements (Zusatzanträgen). Präsident Gagern schlug vor, auf Begründungen zu den einzelnen Amendements zu verzichten. Als einen Monat später über die Zentralgewalt diskutiert wurde, halfen Appelle nichts, nach vier Tagen Debatte wurden immer noch neue Anträge gestellt, und die Rednerliste schwoll auf 140 Abgeordnete an. Auf Vorschlag von Arnold Ruge sammelte man die restlichen Anträge in neun Kategorien und ließ noch jeweils zwei Redner pro Kategorie sprechen. Außenseiter wie Ernst Moritz Arndt protestierten gegen dieses Vorgehen, das breite Zustimmung erhielt. Es ebnete den Weg zur Fraktionsbildung, auch wenn die Kategorien sich nicht völlig mit politischen Richtungen deckten. Schon im Juni 1848, so berichtete der Abgeordnete Karl Biedermann, habe es fertige Parteien (im Sinne von Fraktionen) gegeben. Bei der Linken verlief dieser Prozess schneller als bei den zögernden Liberalen.
Die Fraktionen stimmten sich mit anderen ab und ernannten ihre Redner in den Debatten, so beherrschten sie rasch den Geschäftsablauf der Nationalversammlung. In unwichtigeren Fragen akzeptierten sie abweichendes Abstimmungsverhalten, bei wichtigeren „Parteisachen“ sahen ihre Statuten spätestens ab September klare Strafen vor, die auch angewandt wurden. Dieter Langewiesche:

„Die vielen Spaltungen, vor allem im programmatisch weniger festgelegten Centrum, waren gerade nicht Symptom eines fraktionsmäßig ungebundenen Honoratiorenparlaments, wie man so oft gemeint hat, sondern vielmehr die Kehrseite der durchgesetzten Fraktionsdisziplin. Diese erzwang Abspaltungen, wenn sich Mitglieder nicht fügen wollten.“

Trotz des erkannten Nachteils, dass Minderheitenmeinungen erdrückt werden konnten: Selbst einige Fraktionslose waren von der Notwendigkeit der Fraktionen überzeugt, und in den Erinnerungen bezeichneten die Abgeordneten die Fraktionen stets als sehr bedeutend. Kleinere Fraktionen der Mitte hatten den Nutzen, dass Liberale ohne häufigen Bruch der Fraktionsdisziplin in Einzelfragen flexibel sein konnten.
Die Prozentangaben zu den Fraktionen stammen vom Oktober. Etwa ein Drittel der Abgeordneten, rund 150, waren „Wilde“ oder „Stegreifritter“, sie gehörten also keiner Fraktion an.

### Organisation
Eigene Fraktionsräume gab es in der Paulskirche nicht. Die Treffpunkte wurden Gaststätten, nach denen die Fraktionen auch nannten. Grund dafür war, dass die Parteibezeichnungen, unter denen die ersten Programme im Mai und Juni erschienen, ungenau und umkämpft waren: linkes, rechtes Zentrum, radikal-demokratische Partei usw. Das Lokal benannte die Gruppe eindeutig.
Die Statuten einer Fraktion sprechen von einer „Partei“, „Gesellschaft“ oder einem „politischen“ Verein, der zum gemeinsamen Handeln gegründet wurde. Mitglied wurde man, indem man Statuten und Programm unterzeichnete. Gegen ein neues Mitglied konnten die bestehenden Mitglieder Einspruch erheben: bei der Westendhall bereits ein Viertel, im Augsburger Hof die relative Mehrheit. Ähnliche Unterschiede gab es bei den Regelungen, unter denen die Fraktion ein Mitglied ausschließen konnte. Etwa beim Deutschen Hof konnte man nur für falsches Abstimmen ausgeschlossen werden. Wer zeitweilig Frankfurt verlassen musste, hatte einen Beitrag für die Unkosten (Lokalmiete, Zeitungsabonnements u. a.) zu hinterlassen. Laut Statuten trafen sich die Fraktionen drei oder vier Mal in der Woche, abends um 19 oder 20 Uhr.
Der Landsberg schrieb vor, dass die Sitzung nur zwei Stunden dauern sollte. Die Sitzungen waren nicht öffentlich, nur der Deutsche Hof hatte vorübergehend einige Sitzungen mit Publikum abgehalten. Ansonsten konnte man mit Genehmigung des Vorstands Gäste einladen.
Meist wählte eine Fraktion ihren Vorstand für vier Wochen. Er hatte drei, fünf oder sieben Mitglieder und führte die Fraktionsgeschäfte, leitete die Sitzungen und sorgte (etwa beim Casino) für die Einhaltung der fünfminütigen Redezeit und das Unterlassen von Privatgesprächen. In manchen Fraktionen bestimmte er die Redner für die Fraktion oder die Kandidaten für Ausschüsse. Die Fraktionsmitglieder wurden in Abteilungen zu zehn Abgeordneten eingeteilt, die von je einem Geschäftsführer geleitet wurden. Musste man schnell eine Mitteilung an alle Abgeordneten machen, kümmerten sich die Geschäftsführer darum.

### Rechte
Der Abgeordnete und preußische General Joseph von Radowitz hatte am 4. Juni mit einem Programmentwurf eine rechte Fraktion eingeladen, die zunächst im Steinernen Haus beisammenkam. Die Österreicher waren noch in der Loge Sokrates. Am 30. September, als sie ein neues Programm erhielt, war die Fraktion bereits in das Café Milani umgezogen. Die Fraktion betonte das Vereinbarungsprinzip mit den Regierungen und lehnte eine Reichsgesetzgebung großteils ab. In das exekutive Handeln der Zentralgewalt solle die Nationalversammlung sich nicht einmischen.
Das Café Milani stellte etwa sechs Prozent aller Abgeordneten. Sie kamen vor allem aus Preußen, Österreich und Bayern und waren konservativ eingestellt, dazu föderalistisch, wollten also die Macht der Einzelstaaten eher groß halten, und legitimistisch, gingen also von den traditionellen Rechten der Monarchen aus.

### Mitte

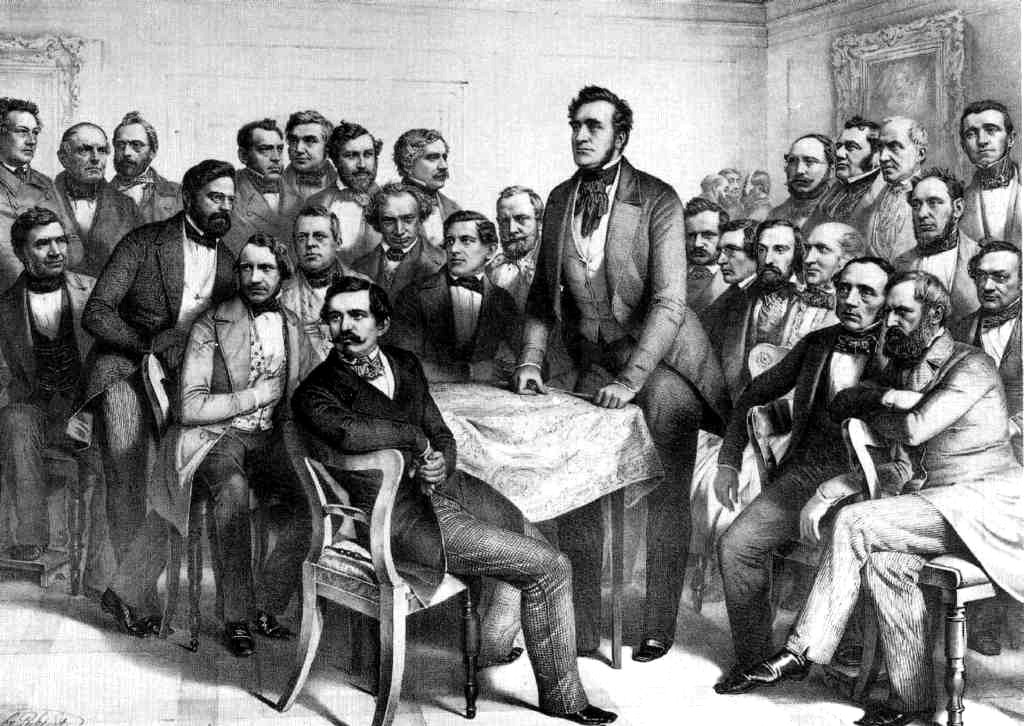
Die rechtsliberale Casino-Fraktion, stehend Heinrich von Gagern, der als Präsident der Nationalversammlung der Fraktion zunächst nicht offiziell angehörte.

Die Mitte, das Zentrum, war das größte und heterogenste Lager; meist wird sie bereits in ein linkes und ein rechtes Zentrum unterteilt (nicht zu verwechseln mit der katholischen Zentrumspartei von 1870). Am bedeutendsten war das Casino vom rechten Zentrum, mit 21 Prozent die größte Gruppe (zuvor, seit Ende Juni, im Großen Hirschgraben). Sie vereinte die Anhänger der liberalen, konstitutionellen Monarchie aus Südwestdeutschland, Wirtschaftsbürger aus dem Rheinland und Professoren aus Norddeutschland. Laut einem Programmentwurf von Droysen nach dem 22. Mai sollten Partikularismus, Anarchie und Pessimismus überwunden werden, um „Freiheit, Einheit und Macht“ zu verwirklichen.
Das linke Zentrum wurde vom Württemberger Hof beherrscht (sechs Prozent). Diese Liberalen, meist nicht aus Österreich oder Preußen, waren parlamentarisch-demokratisch eingestellt. Vorige Fraktionsversuche hatten im Holländischen Hof und im Weidenbusch stattgefunden. Anfang Juni zogen etwa vierzig Abgeordnete in den Württemberger Hof; diese Fraktion wuchs bis Ende Juni auf gut hundert an.
Zwischen Casino und Württemberger Hof befanden sich Abspaltungen. Das Casino hatte der linkere Landsberg (sechs Prozent) Anfang September verlassen. Er hatte ein förmliches Programm verlangt, wollte die Aufgabe der Nationalversammlung streng auf die Ausarbeitung einer Verfassung beschränken, neigte mehr zum Einheitsstaat und befürwortete ein breites, wenngleich nicht demokratisches Wahlrecht. Seine etwa vierzig Mitglieder, unter denen keine Prominenten waren, kamen vor allem aus Preußen und Hannover.
Vom Württemberger Hof spaltete sich nach links die Westendhall und nach rechts der Augsburger Hof ab. Der Augsburger Hof verließ die Mutterfraktion Ende September, weil sie die Zentralgewalt stärker unterstützen wollten. Er trat für eine parlamentarische Monarchie mit leichten Einschränkungen im Wahlrecht ein und ging später zur erbkaiserlichen Partei. Bekannte Angehörige waren Robert Mohl, Fallati und Biedermann.
Der Westendhall war die „Linke im Frack“, eine Anfang August erfolgte Fraktionsbildung mit einigen gemäßigten Linken; hier wünschte man sich mehr demokratische Elemente in der Verfassung und ausdrücklich das allgemeine, demokratische Wahlrecht. Der erste Fraktionsvorstand bestand aus Schoder, Reh und H. Simon, die auch persönlich auf der Grenze zwischen linkem Zentrum und Linker standen. Ende November schloss ein Teil sich dem Centralmärzverein an, die übrigen wurden zur Neuwestendhall, die später mit Reh zum erbkaiserlichen Weidenbusch ging.

### Linke

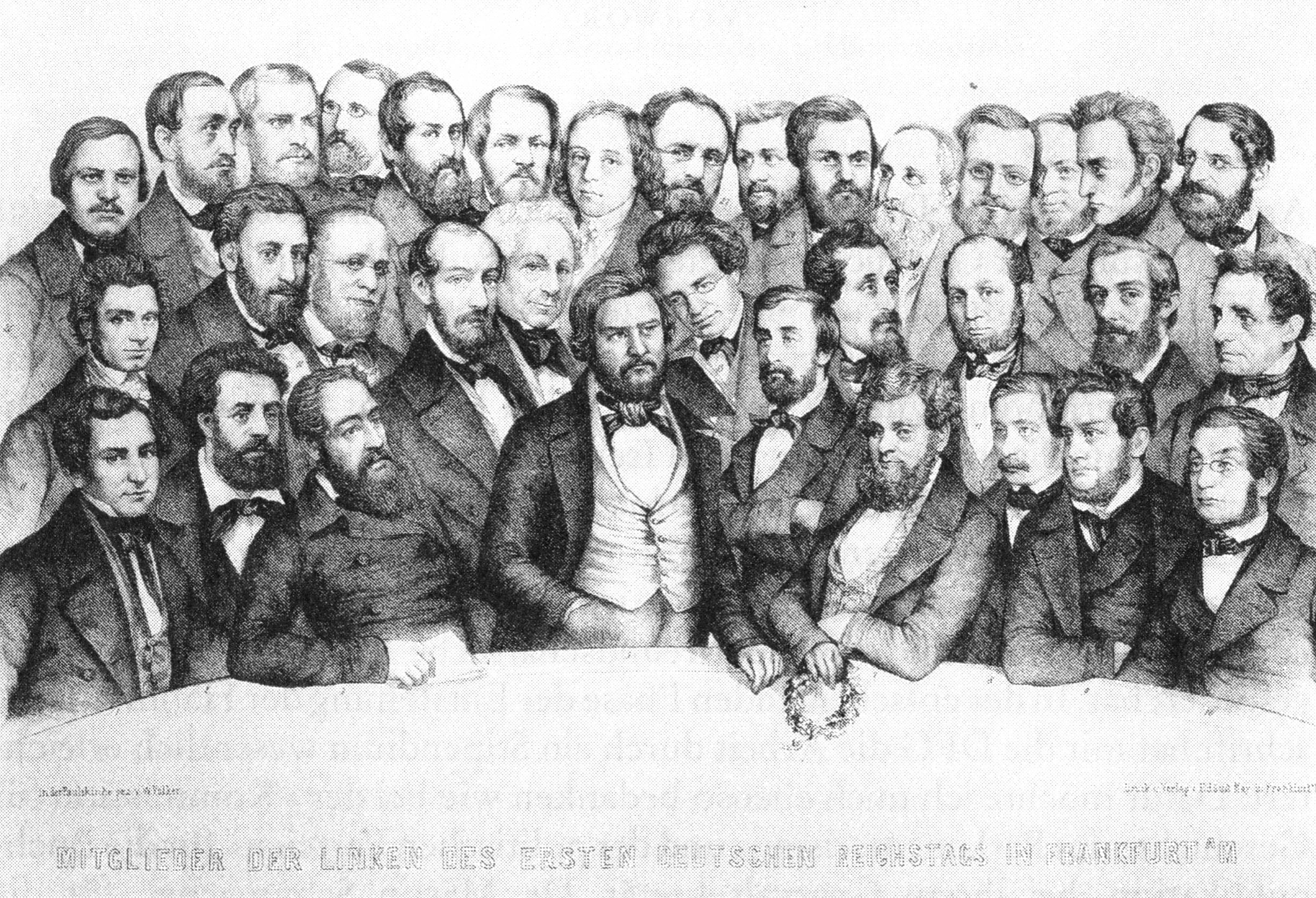
Linke Abgeordnete der Nationalversammlung

Die Linke war republikanisch und teilte sich in zwei Fraktionen, den gemäßigteren Deutschen Hof (acht Prozent) und den entschiedeneren, extremeren Donnersberg (sieben Prozent). Der radikaldemokratische Donnersberg unterschrieb schon am 31. Mai ein Programm von Arnold Ruge, nach dem das Reich ein Einkammerparlament nach allgemeinem und gleichen Wahlrecht und eine vom Parlament abhängige Exekutive (als „Vollziehungsausschuss“) haben solle. Die Einzelstaaten durften Monarchien bleiben, mussten aber Grundrechte akzeptieren. Die Verfassung sei nicht mit den Regierungen zu vereinbaren. Gewalt schloss der Donnersberg nicht grundsätzlich aus.
Hiervon unterschied sich der Deutsche Hof von Robert Blum laut Programm vom 4. Juni insofern, als er das indirekte Wahlrecht nicht ausdrücklich forderte und die Exekutive nicht unbedingt aus der Nationalversammlung heraus gebildet sein musste. Das Programm von Ende Oktober verlangt nicht mehr so stark das Einkammerparlament und gestand der Exekutive in der Verfassung das Recht zu, Gesetze aufzuschieben (suspensives Veto). In den Einzelstaaten sollten demokratische Monarchien erlaubt sein. Der Deutsche Hof machte in der Nationalversammlung stets deutlich, dass er Mehrheitsentscheidungen anerkannte und gewaltsame Lösungen ablehnte. Vorübergehend verlor er elf Mitglieder an den Nürnberger Hof (mit Eisenstuck, Kolb und Loewe).
Deutscher Hof, Donnersberg und ein Teil der Westendhall schlossen sich Ende November dem Zentralmärzverein an, blieben aber als Fraktionen eigenständig. Wegen dieser „Vereinigten Linken“ lösten sich die Westendhall und der Württemberger Hof weitgehend auf.

### Frage großdeutsch/kleindeutsch
Spätestens ab Oktober wurde die Frage drängender, ob und wie Österreich zum Deutschen Reich gehören könnte; die österreichische Regierung reagierte scharf ablehnend zu den Bundesstaatsplänen und richtete am 9. November sogar den Abgeordneten Blum hin. Die Entwicklung führte im Dezember zum Austausch von Reichsministerpräsident Anton von Schmerling, einem Österreicher, durch Heinrich von Gagern, der eine kleindeutsche Lösung befürwortete. Zeitweilig gruppierten die Fraktionen sich um, ohne dass die ursprünglichen Einteilungen ganz vergessen wurden.

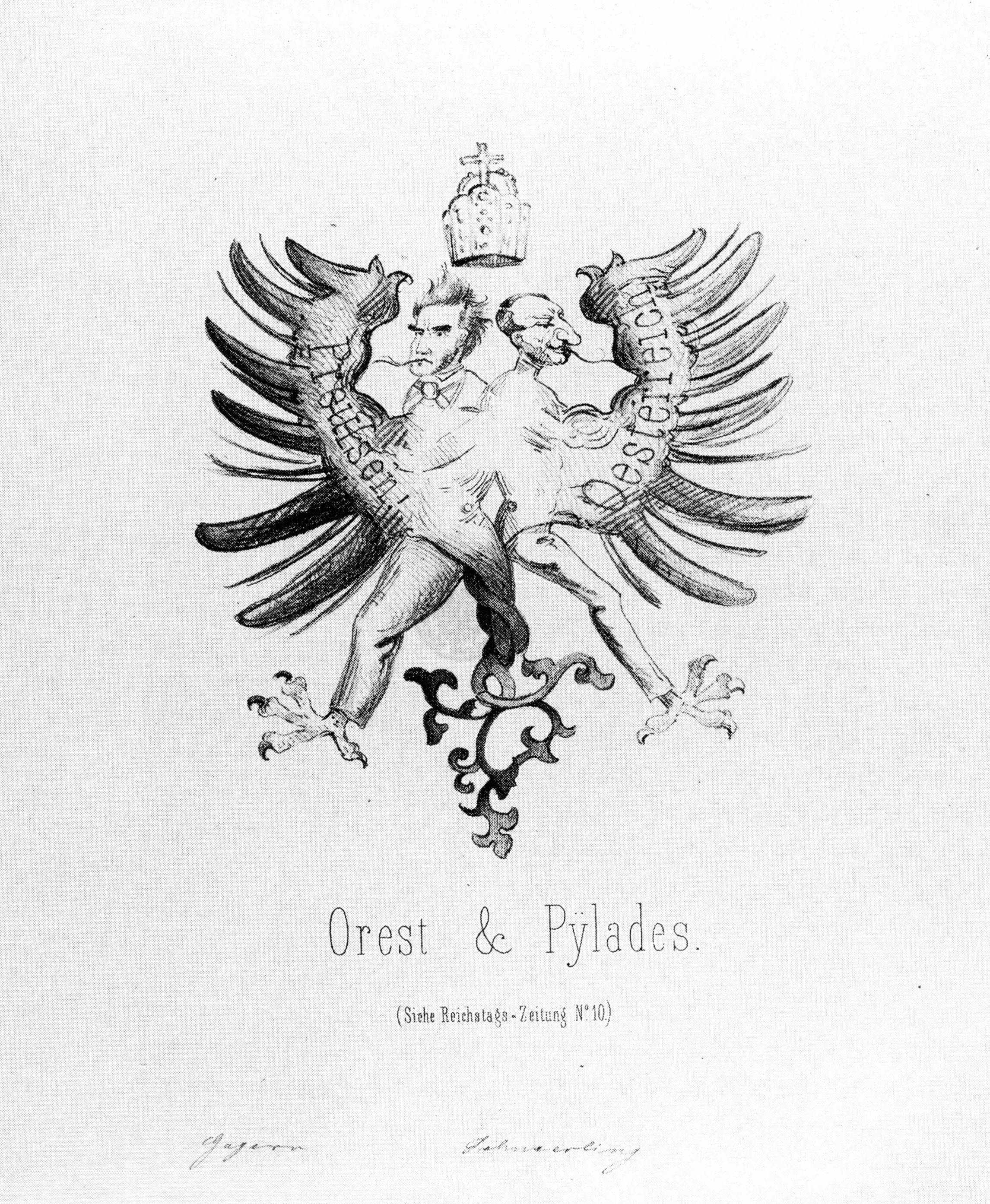
Ernst Schlack Orest und Pylades, 1848. Der kleindeutsche Heinrich von Gagern und der Großdeutsche Anton von Schmerling als Köpfe eines deutschen Adlers.

Die Großdeutschen trafen sich als „Mainlust“. Es handelte sich um die Linke mit etwa 160 Mitgliedern, die einen Einheitsstaat befürworteten, und dazu um eine Abspaltung des Casinos namens Pariser Hof, etwa hundert oft katholisch und föderalistisch orientierte Süddeutsche und Österreicher. Pariser Hof und Linke waren sich in sonstigen Fragen allerdings sehr uneins.
Die kleindeutsche oder erbkaiserliche Partei war der „Weidenbusch“ mit etwa 220 Mitgliedern. Es waren eher norddeutsche Protestanten, die aus dem Casino, dem Landsberg, dem Augsburger Hof und teilweise dem Württemberger Hof und vereinzelt der Westendhall entstammten.
Hinzu kam der „Braunfels“, mit Liberalen und Demokraten vor allem der Westendhall. Sie boten dem Weidenbusch einen Kompromiss an, wenn dadurch die Reichsverfassung durch demokratische Elemente wie ein allgemeines Wahlrecht gestärkt wurde. Bei den wichtigen Verfassungsabstimmungen im März 1849 stimmten die drei Gruppen nicht ganz einheitlich ab, aber bei der Frage, ob die Kaiserwürde erblich sein solle, stimmten dank des Simon-Gagern-Paktes (vom Braunfels bzw. Weidenbusch) 267 Abgeordnete mit Ja und 263 mit Nein.

### Regierungskoalitionen
Bei der Regierungsbildung im Juli 1848 spielte nicht nur die Parteipolitik eine Rolle, sondern auch zum Beispiel die Einbeziehung eines Preußen wie General Eduard von Peucker. Zusammengestellt wurde die Regierung mit Vertrauen des Reichsverwesers von Anton von Schmerling, der wie die übrigen Abgeordneten in Gesamt-Reichsministerium dem Casino angehörte. Als im August das Kabinett Leiningen vervollständigt wurde, bezog man das linke Zentrum mit ein.
Der Regierungssturz und der Wechsel zum Kabinett Schmerling im September hatte zur Folge, dass der Württemberger Hof die Regierung nicht mehr unterstützte, sondern eine Koalition von Casino, dem vom Casino abgefallenen Landsberg und des Augsburger Hofs. Die Fraktionen bildeten einen interfraktionellen Ausschuss, die Neunerkommission, um die Verbindung zwischen den Regierungen und die Regierung aufrechtzuerhalten.
Im Dezember 1848 bedurfte das Kabinett Gagern einer neuen Konstellation, der erbkaiserlichen Partei, um ihr kleindeutschens Programm in der Verfassung durchzusetzen. Die großdeutsch-konservativen Kabinette Grävell und Wittgenstein vom Mai 1849 bis zum Ende der Zentralgewalt am 20. Dezember waren Regierungen ohne parlamentarische Grundlage. Gegen das kurzlebige Kabinett Grävell hatte es am 14. Mai noch einen Misstrauensantrag gegeben, bei dem nur zwölf Abgeordnete im Sinne der Regierung stimmten.

## Erfurter Union 1849/1850

Institutionen im revolutionären Deutschland, Juni und Juli 1849: von der Nationalversammlung (Rumpfparlament) zur Erfurter Union

Preußen plante schon im Frühjahr 1849, Deutschland mehr nach eigenen Vorstellungen und in Absprache mit den Mittelstaaten zu einen. Das später Erfurter Union genannte Projekt scheiterte im Sommer 1850 an der wankelmütigen Haltung des preußischen Königs und dem Desinteresse der Mittelstaaten; für die preußische Regierung war die Einheit kein Ziel, sondern nur ein taktisches Mittel um die Vorherrschaft im Deutschen Bund zu erlangen.

### Gothaer Richtung
Vom 25. zum 27. Juni 1849 trafen sich in Gotha die Erbkaiserlichen aus der Nationalversammlung, um über das Unionsprojekt zu beraten. Die Einladung war persönlich. Fast alle Führer des rechten und linken Zentrums erschienen; allerdings blieben auch einige weg, wie Droysen, weil sie sich nicht durch die Politik Preußens kompromittieren lassen wollten.

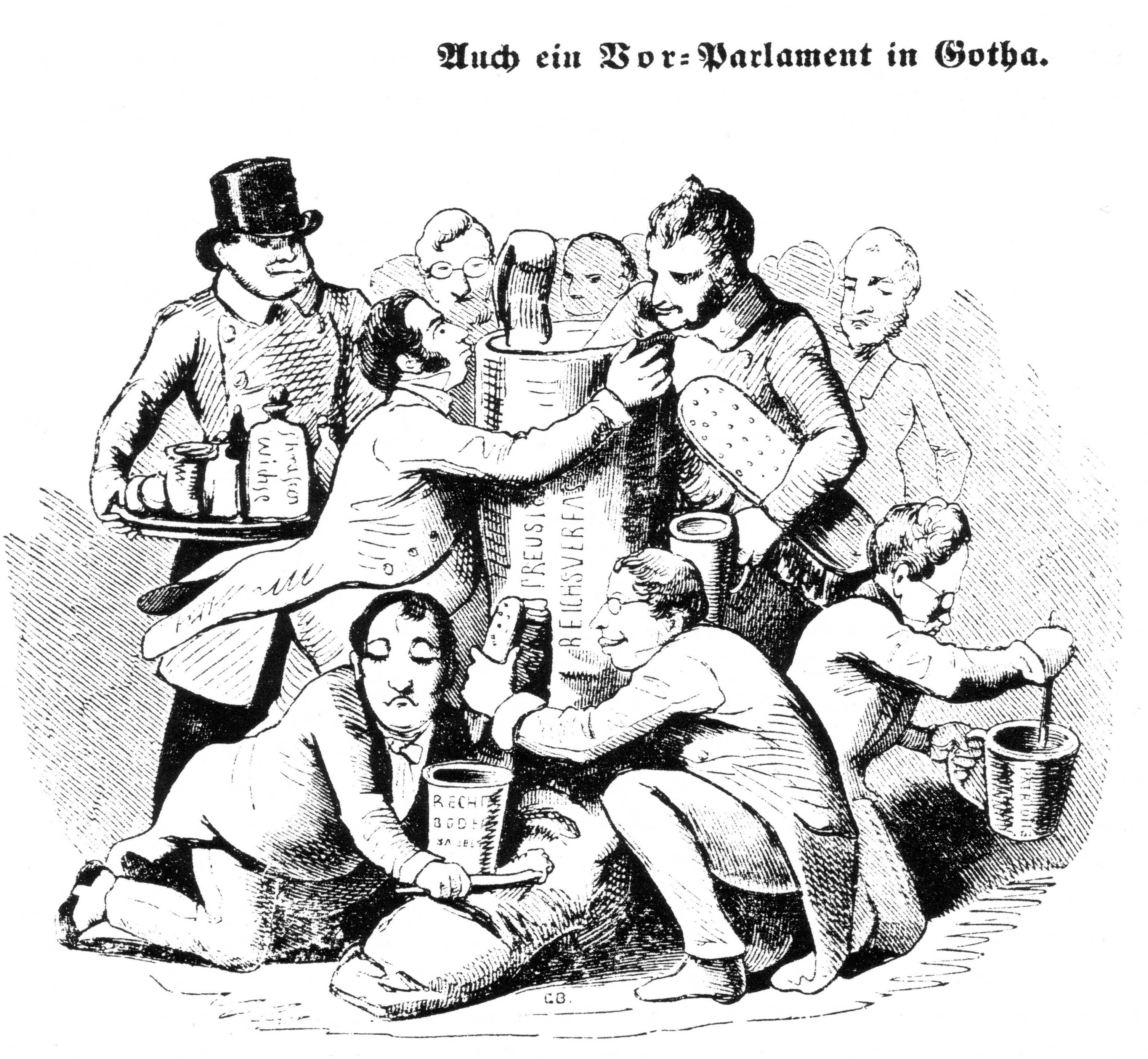
Karikatur über die Gothaer, die einen preußischen Stiefel putzen, Juni 1849

Dort beschlossen sie am 28. Juni das Gothaer Programm. Dieses „Gothaer Nachparlament“ akzeptierte den konservativeren Verfassungsentwurf Preußens und das ungleiche Dreiklassenwahlrecht für das Staatenhaus des Unionsparlaments; für eine spätere Revision machten sie Vorbehalte. Ihre Bedenken stellten sie im Interesse der deutschen Einheit zurück.
Von den 150 Teilnehmern unterschrieben 130 das Gothaer Programm. Sie wünschten sich außerdem eine lockere Organisation für ihre Partei. Ein Redaktionskomitee unter Karl Mathy kümmerte sich um ihr Organ, die Deutsche Zeitung. Laut einem Leitartikel vom 13. Juli 1849 solle Politik danach beurteilt werden, wie sie zur Einigung steht; ein Prinzipienstreit sei zu vermeiden. Botzenhart nennt dies eine Realpolitik. Die Rechte wolle wieder zum Scheinkonstitutionalismus des Vormärz, die Linke wolle den unmittelbaren Einfluss des Parlaments auf die Exekutive, hieß es in einem Beitrag am 2. Oktober. Die Liberalen hingegen lehnten es ab, dass das Parlament sich unbefugterweise in die Vollzugsgewalt der Regierung einmische. Die revolutionäre Bewegung im Mai 1849 sei über das Ziel hinaus gegangen, daher sei eine gewisse Reaktion unvermeidlich und notwendig gewesen.
Im Erfurter Unionsparlament (März/April 1850), das bereits nach dem ungleichen Wahlrecht zusammengestellt war, bildeten die Gothaer die sogenannte Bahnhofspartei. Gegenüber den Konservativen waren sie nun die „Linke“ und sowohl im gewählten Volkshaus als auch im ernannten Staatenhaus die größte Fraktion. Viele hatten bereits in der Nationalversammlung gesessen, wie Heinrich von Gagern oder Friedrich Bassermann. Ein Programm vom 22. März von Ernst von Bodelschwingh wurde von hundert Abgeordneten unterzeichnet, es einte die Abgeordneten, die sich im Wesentlichen hinter den damaligen Verfassungsentwurf stellten. Der Bundesstaat sollte so rasch wie möglich verwirklicht werden.

### Konservative
Die Konservativen um Friedrich Julius Stahl lehnten die Unionspolitik ab, weil sie ohne die Ordnungsmacht Österreichs Deutschland vor dem Verfall sahen. Außerdem war die Revolution gerade besiegt worden, jetzt aber solle ihre Verfassung mit einigen Abänderungen grundlos doch noch realisiert werden. Die Katholiken unter ihnen fürchteten, ohne Österreich eine konfessionelle Minderheit in Deutschland zu werden. Die Brüder Peter und August Reichensperger von der katholisch-großdeutschen Gruppe meinten gar, Österreich solle ein Einspruchsrecht haben, da die Bundesstaatsgründung es ausschließe.
Überhaupt lehnten die Konservativen es ab, dass Preußen sich den Mehrheitsbeschlüssen einer Union unterwerfen sollte. Allerdings befanden sie sich in einer paradoxen Situation: Sie traten für die Treue zum König ein, derselbe König aber unterstützte den Unionsplan, so dass sie sich nicht offen dagegen stellen konnten. Dies war die ultraroyalistische Richtung. Neben ihr und den Katholiken gab es noch die Staatskonservativen mit den Ministern Graf Brandenburg und Otto von Manteuffel, denen zufolge die Union vorteilhaft für Preußen sein konnte, und die Nationalkonservativen um Radowitz. Beiden Gruppen ähnelte die Unionsverfassung allerdings noch viel zu sehr der liberalen Frankfurter Reichsverfassung.
Im Erfurter Unionsparlament nannte die konservative Fraktion sich „Schlehdorn“, mit etwa vierzig Mitgliedern. Zu ihren bekannten Abgeordneten im Volkshaus gehörten Ludwig von Gerlach und Friedrich Julius Stahl  sowie der junge preußische Politiker Otto von Bismarck. Im Staatenhaus war Kleist-Retzow ein bekannter Politiker des Schlehdorn.
Zwischen der liberalen Bahnhofspartei und dem Schlehdorn befand sich noch eine Gruppe namens „Klemme“. Sie trat im Großen und Ganzen für Radowitz’ Unionspolitik ein und sprach sich für eine begrenzte Revision des Verfassungsentwurfs aus. Die von Keller aus Berlin angeführte Gruppe verfügte über keine prominenten Mitglieder.

### Demokraten

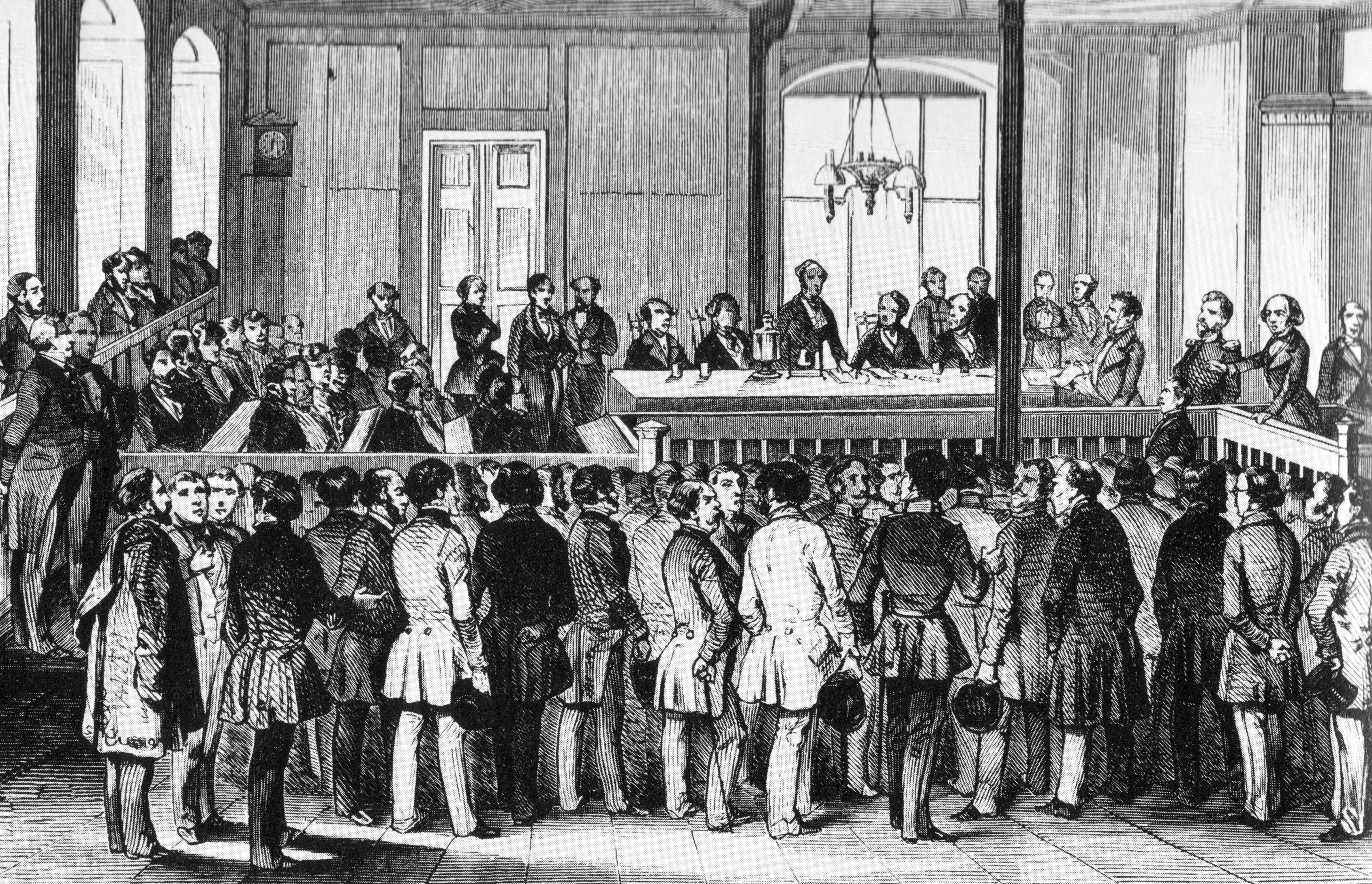
Prozess gegen den Demokraten Johann Jacoby, Dezember 1850

Die demokratische Linke wurde großteils verfolgt, viele Demokraten flüchteten ins Ausland. Die übrigen waren eingeschüchtert und verließen oftmals die Politik. Sie lehnten das Unionsprojekt scharf als reaktionär ab, vor allem wegen des Wahlrechts. Volksvereine und Arbeitervereine wandten sich gegen die geplanten Vorrechte für die Reichen. So boykottierte die Linke auch die Wahlen zum Erfurter Unionsparlament nach dem Dreiklassenwahlrecht; die Beteiligung der Liberalen empfanden sie als Verrat an den Abmachungen der Nationalversammlung.

## Bewertung und Ausblick
„Im Jahre 1848 liegen die Anfänge ausgebildeter politischer Parteien in Deutschland“, so der Historiker Wolfram Siemann. Die Parteien wollten in Wahlen Stimmen gewinnen. „Das gelang ihnen ziemlich effektiv. Breite Teile der stadtbürgerlichen Bevölkerung bewiesen politische Reife. Es ist erstaunlich, wie schnell man sich zurecht fand im Umgang mit den parteitypischen Regeln. Nach den Erfahrungen, wie schwer sich die demokratischen Parteien in der zerfallenden DDR mit ihrer Neubildung nach einer Ära der Diktatur taten, nötigen die Vorgänge von 1848 um so mehr Respekt ab.“
Noch vor der endgültigen Ablehnung der Frankfurter Reichsverfassung setzte der preußische König sich bereits an sein eigenes Einigungsprojekt, die Erfurter Union. Dann gab er aber 1850 doch der Kritik seiner hochkonservativen Freunde nach, denen selbst die Union zu weit ging. Druck von Österreich, den Mittelstaaten und Russland kam hinzu: In der Herbstkrise 1850 kam noch einmal eine allgemeine Kriegsstimmung auf, sowohl bei den Nationalkonservativen um Radowitz, bei den Liberalen und sogar bei den Demokraten. Preußen gab aber nach und die Union auf, die vollständige und deutschlandweite Reaktion setzte erst jetzt ein.
Der Deutsche Bund schaffte die Vereinsfreiheit der Revolutionszeit wieder ab; wenn Landesgesetze politische Vereine erlaubte, so durften sie sich nicht mit anderen Vereinen verbinden. Das war de facto ein allgemeines Parteienverbot, denn ohne Zweigvereine war ein Verein ein Einzelereignis ohne Zusammenhang. Siemann: „Das Fünfparteiensystem, das sich während der Revolution in nationaler Weite abgezeichnet hatte, wurde rechtlich zerschlagen, kriminalisiert und in den Untergrund verdrängt.“
Völlig ließen sich Vereine und einzelne Kontakte nicht unterdrücken, und nach etwa zehn Jahren bemerkte ein Staat wie Preußen, dass ein politischer Verein wie der Deutsche Nationalverein von 1859 die eigene Politik teilweise unterstützen konnte. Solche Vereine bildeten dann die Vorgeschichte zur Parteienbildung in der Zeit des Norddeutschen Bundes.
Manfred Botzenhart:

„Die Liberalen gingen nicht nur besiegt, sondern auch blamiert und mit dem Odium politischer Selbstpreisgabe behaftet aus der Revolutionszeit hervor, während sich die Demokraten einiges darauf zugute halten konnten, ihren Prinzipien im großen und ganzen treu geblieben zu sein. Da aber auch sie in ihrer ganz großen Mehrheit eine neue Revolution nicht wünschten, wußten sie ebenfalls keinen Weg zur Verwirklichung ihrer Ziele, und nicht nur Liberale, sondern auch Demokraten oder gar extreme Republikaner des Jahres 1848 waren später zum Arrangement mit Bismarck bereit.“